# رگرسیون دوجمله‌ای
در آمار، رگرسیون دوجمله‌ای (به انگلیسی: Binomial regression) یک تکنیک تحلیل رگرسیونی است که در آن پاسخ (اغلب به عنوان Y از آن یاد می‌شود) دارای توزیع دوجمله‌ای است: تعداد موفقیت‌ها در یک سری از {\displaystyle n} آزمایش‌های {\displaystyle n} برنولی، که در آن هر آزمایش احتمال {\displaystyle p} دارد {\displaystyle p} در رگرسیون دوجمله‌ای، احتمال موفقیت به متغیرهای توضیحی مربوط می‌شود: مفهوم متناظر در رگرسیون معمولی این است که مقدار میانگین پاسخ مشاهده‌نشده را به متغیرهای توضیحی مرتبط کند.
رگرسیون دوجمله‌ای ارتباط نزدیکی با رگرسیون باینری دارد: یک رگرسیون باینری را می‌توان یک رگرسیون دوجمله‌ای با {\displaystyle n=1} ، یا یک رگرسیون بر روی داده‌های باینری گروه‌بندی‌نشده، در حالی که یک رگرسیون دوجمله‌ای را می‌توان رگرسیون روی داده‌های باینری گروه‌بندی‌شده در نظر گرفت (مقایسه را ببینید).  مدل‌های رگرسیون دوجمله‌ای اساساً همان مدل‌های انتخاب باینری هستند، یک نوع مدل انتخاب گسسته: تفاوت اصلی در انگیزه نظری است (به مقایسه مراجعه کنید). در یادگیری ماشینی، رگرسیون دوجمله‌ای یک مورد خاص از طبقه‌بندی احتمالی و در نتیجه تعمیم طبقه‌بندی باینری در نظر گرفته می‌شود.